# NGC 5804
NGC 5804 (również PGC 53437 lub UGC 9627) – galaktyka spiralna z poprzeczką (SBb), znajdująca się w gwiazdozbiorze Wolarza. Odkrył ją William Herschel 15 maja 1787 roku. Jest to galaktyka z aktywnym jądrem.